# Aphis mendocina
Aphis mendocina är en insektsart som beskrevs av Mier Durante, Ortego och Nieto Nafría 2006. Aphis mendocina ingår i släktet Aphis och familjen långrörsbladlöss. Inga underarter finns listade i Catalogue of Life.